# بيلي ميريديث
بيلي ميريديث (بالإنجليزية: Billy Meredith)؛ (مواليد 30 يوليو 1874 - الوفاة 19 أبريل 1958) هو لاعب كرة قدم ويلزي دولي سابق.

## مسيرته الكروية
لعب بيلي ميريديث خلال مسيرته الاحترافية مع 3 أندية في ستة وعشرون موسمًا وسجل خلالها 185 هدف ضمن 680 مباراة. حيث فاز في موسمين بالكأس وفي موسمين بالدوري.
خاض بيلي ميريديث مسيرته مع نورثويتش فيكتوريا في موسم 1893–94 لمدة موسم واحد، مشاركًا في 11 مباراة سجل خلالها 5 أهداف. ثم انتقل إلى نادي مانشستر سيتي في موسم 1894–95 في المرة الأولى ليلعب معه أحد عشر موسمًا ثم في موسم 1921–22 واستمر معه طيلة ثلاثة مواسم، حيث شارك طوالها في 366 مباراة سجل خلالها 145 هدف. لينتقل بعدها إلى نادي مانشستر يونايتد في موسم 1906–07 ليلعب معه أحد عشر موسمًا، مشاركًا في 303 مباراة سجل خلالها 35 هدفًا.

## روابط خارجية
- بيلي ميريديث على موقع IMDb (الإنجليزية)
- بيلي ميريديث على موقع قاعدة بيانات كرة القدم.إي يو (الإنجليزية)
- بيلي ميريديث على موقع ناشيونال فوتبول تيمز (الإنجليزية)